# Charles Chabert
Pour les articles homonymes, voir Chabert.
Charles Chabert, né le 18 août 1851 à Romans dans la Drôme et mort le 28 mars 1914 dans cette même ville, est un homme politique français.

## Biographie
Il est industriel. Président de la chambre de commerce, conseiller général du canton de Romans, il est député de la Drôme de 1908 à 1914, inscrit au groupe radical-socialiste. 
Le 26 juin 1905, dans le cadre des débats pour la loi de séparation des Églises et de l'État, il dépose un amendement : « Les ministres des différents cultes ne pourront porter un costume ecclésiastique que pendant l’exercice de leurs fonctions ». Les débats se portent alors sur le port de la soutane par les prêtres, un signe religieux ostensible que certains parlementaires qualifient d'étendard du catholicisme ultramontain. Aristide Briand explique la position de la commission parlementaire qui a préparé le projet de loi, et l'amendement Chabert est repoussé par 391 voix contre 184. 

### Sources
- « Charles Chabert », dans le Dictionnaire des parlementaires français (1889-1940), sous la direction de Jean Jolly, PUF, 1960 [détail de l’édition]